# The Ringer
The Ringer – amerykański internetowy magazyn rozrywkowy założony w 2016 roku przez Billa Simmonsa, poświęcony pop kulturze i sportowi. W 2020 roku zakupiony przez Spotify.

## Historia i profil
Stronę internetową The Ringer założył 2016 roku Bill Simmons. Jej uruchomienie zapowiedział w lutym. Zatrudnił w niej redaktorów z platformy blogowej Grantland, którą utworzył w 2011 roku, po dekadzie swojej 14-letniej pracy w ESPN, dzięki której z mało znanego blogera stał się ikoną mediów sportowych. Zarobił miliony dolarów, napisał bestsellerowe książki i zdobył 4,9 miliona obserwujących na Twitterze. Grantland został zamknięty w 2015 roku. Jego były redaktor, Sean Fennessey został redaktorem naczelnym The Ringer. Produkcją strony zajęła się nowo utworzona jednostka, Bill Simmons Media Group. Tematyką nowego serwisu Simmonsa stały się sport i pop kultura. Umowę  inwestycyjną z The Ringer zawarło przedsiębiorstwo HBO. W kwietniu 2016 roku HBO rozpoczęło emisję programu After the Thrones, w którym grupa pracowników The Ringer dyskutowała o serialu Game of Thrones. W tym miesiącu HBO uruchomiło Any Given Wednesday, cotygodniowy program prowadzony przez Simmonsa. Strona internetowa, theringer.com, została uruchomiona 1 czerwca 2016 roku na platformie Medium.
W maju 2017 roku Bill Simmons zawarł umowę dotyczącą sprzedaży i technologii z Vox Media, aby wprowadzić swoją cyfrową firmę medialną The Ringer do portfolio Vox. W ramach umowy z Vox The Ringer miał pozostać niezależny redakcyjnie, dostarczając mieszankę wiadomości sportowych, kulturalnych i technologicznych, felietonów i podcastów.
12 sierpnia 2019 roku 66 spośród 90 pracowników Bill Simmons Media Group (wydawcy The Ringer) ogłosiło swoją decyzję o zrzeszeniu się we Writers Guild of America East i podpisało karty deklaracji związkowej tej organizacji. Kilka dni później kierownictwo The Ringer dobrowolnie uznało Writers Guild of America East za reprezentanta związkowego swoich pracowników. Lowell Peterson, dyrektor wykonawczy WGA East powiedział w oświadczeniu: „Witamy zespoły redakcyjne, wideo i podcastów w The Ringer we Writers Guild of America East” wyrażając zarazem nadzieję na zbudowanie mocnych i konstruktywnych relacji pomiędzy obu podmiotami.
5 lutego 2020 roku serwis streamingowy Spotify ogłosił, że za sumę 195 milionów dolarów przejmie The Ringer, aby rozwinąć pion sportowy swojej działalności podcastingowej. Umowa z firmą z siedzibą w Los Angeles przewidywała, że wszyscy pracownicy The Ringer (w liczbie 90) staną się częścią personelu Spotify. Oprócz 30-odcinkowego podcastu i strony internetowej Ringer prowadził również firmę produkcyjną Ringer Films. Spotify spodziewał się, że transakcja zostanie sfinalizowana w pierwszym kwartale 2020 roku. W tym samym czasie poinformował o 29-procentowym wzroście liczby płatnych subskrybentów swoich usług audiostreamingowych w czwartym kwartale 2019 roku do 124 milionów na dzień 31 grudnia, co dało mu znaczną przewagę nad głównym rywalem, Apple Music.
W 2021 roku Gimlet Media i The Ringer doszły do porozumienia ze Spotify w sprawie trzyletniej umowy o pracę, co stanowiło historyczny moment zarówno dla giganta technologicznego, jak i branży podcastów. Umowa dotyczyła takich zagadnień jak: różnorodność w firmie, podstawy wynagrodzeń, roczne podwyżki i stanowiska w firmie. Szczegóły umowy podała 7 kwietnia do publicznej wiadomości Writers Guild of America, East, reprezentująca zarówno Gimlet jak i The Ringer.